# آرتور داوتیان
آرتور داوتیان (ارمنی: Արթուր Դավթյան؛ زادهٔ ۸ اوت ۱۹۹۲) ژیمناست اهل ارمنستان است.

## زندگی‌نامه
وی در ۸ اوت ۱۹۹۲ ‏در ایروان به دنیا آمد.